# Alexandru Ichim
 Alexandru Ichim  (sinh ngày 21 tháng 8 năm 1989, Piatra-Neamt) là một cầu thủ bóng đá người România thi đấu ở vị trí hậu vệ cho Petrolul Ploiești.